# Eurosec
Le forum Eurosec était un évènement européen traitant de la sécurité de l'information et des systèmes d'information.
Organisé par la société Devoteam Consulting une société du Groupe Devoteam, ce forum s'adressait aux Directions d'entreprises, aux Risk Managers, aux Responsables des systèmes d'information, aux Responsables de la sécurité des systèmes d'information, aux consultants, aux auditeurs.
Sa 19e édition s’est tenue le 18 septembre 2008 à l’espace Georges V à Paris.